# Марлоу (фильм, 1969)
«Марлоу» (англ. Marlowe) — кинофильм. Экранизация романа «Младшая сестра», автор которого — Рэймонд Чандлер.

## Сюжет
Частный детектив Филип Марлоу нанят девушкой по имени Орфеми Квест для поисков её пропавшего брата. Поиски выводят Марлоу на двух людей, которые, однако, полностью отрицают малейшее знакомство с пропавшим. Когда вскоре оба оказываются убитыми ножом для колки льда, Марлоу понимает, что это не такое простое дело как казалось на первый взгляд. Его сомнения усиливаются после того как он находит фото, компрометирующие телевизионную звезду Мавис Вальд, подружку одного из гангстеров.

## В ролях
- Джеймс Гарнер — Филип Марлоу
- Гейл Ханникат — Мавис Вальд
- Кэрролл О’Коннор — лейтенант Кристи Френч
- Рита Морено — Долорес Гонсалез
- Шэрон Фаррелл — Орфамей Квест
- Кеннет Тоби — сержант Фред Бейфус
- Брюс Ли — Винслоу Вонг
- Джейсон Уингрин — продавец в магазине фотоаппаратов (в титрах не указан)